# Karamea (genre)
Cet article concerne le genre d'opilions. Pour la ville, voir Karamea.
Genre
Karamea est un genre d'opilions laniatores de la famille des Triaenonychidae.

## Distribution
Les espèces de ce genre sont endémiques de Nouvelle-Zélande.

## Liste des espèces
Selon World Catalogue of Opiliones (23/05/2021) :
- Karamea lobata Forster, 1954
- Karamea trailli (Hogg, 1920)
- Karamea tricerata Forster, 1954
- Karamea tuthilli Forster, 1954

## Publication originale
- Forster, 1954 : « The New Zealand Harvestmen (sub-order Laniatores). » Canterbury Museum Bulletin, vol. 2, p. 1-329.